# Nekrotisk Inkvisition
Nekrotisk Inkvisition är det norska black metal-bandet Koldbranns självutgivna debutalbum från 2003 Albumet återutgavs 2004 av det tyska skivbolaget Twilight Vertrieb och av skivbolaget Witchhammer Productions i 2005.

## Låtlista
1. "Fortapelse i svovel og helvetesild" – 5:57
2. "Kaosmanifest" – 5:10
3. "Koldbrann" – 3:32
4. "Liturgi i dissonans" – 5:03
5. "Fra allfars veg" – 2:55
6. "Korpus Sepsis" – 5:17
7. "Den endelige" – 6:54
8. "Phlegetons bredder" – 7:46
9. "Inkvisitor renegat" – 5:43

- Text: Kvass (spår 1, 2, 4–6, 8, 9), Nattsjel (spår 3), Pravus (spår 7), NGZM (spår 8)
- Musik: Mannevond (spår 1, 8, 9), Kvass (spår 2, 4–7), Dragev (spår 3)

## Medverkande
Musiker (Koldbrann-medlemmar)
- Mannevond (Lloyd Hektoen) – sång, gitarr
- Kvass – basgitarr, gitarr
- Jonas aus Slavia (Jonas Raskolnikov Christiansen) – basgitarr, gitarr
- Fordervelse (Tom V. Nilsen) – trummor

Bidragande musiker
- Kjøttring (Tor Risdal Stavenes) – basgitarr

Produktion
- Koldbrann – producent, ljudmix
- NGZM – producent, ljudtekniker, ljudmix
- Voidar (Vidar Ermesjø) – ljudtekniker
- Tom Kvålsvoll – mastering
- Koldbrann – omslagsdesign, omslagskonst